# Мадд, Роджер
Роджер Мадд (англ. Roger Mudd; 9 февраля 1928 — 9 марта 2021) — американский тележурналист, бывший ведущий новостных программ CBS и NBC. За свою работу Мадд был удостоен Премии Пибоди и пяти премий «Эмми».

## Ранние годы
Роджер Мадд родился 19 февраля 1928 года в Вашингтоне, округ Колумбия. Его отец, Джон Костка Доминик Мадд, был сыном фермера, выращивавшего табак, и работал картографом в Геологической службе США. Мать, Ирма Айрис Харрисон, также была дочерью фермера и служила в звании лейтенанта в Корпусе медсестёр Армии США, впоследствии перейдя на гражданскую работу медсестрой в Госпиталь Уолтера Рида, где и встретила Джона Мадда.
Мадд получил степень бакалавра искусств в Университете Вашингтона и Ли в 1950 году. Вместе с ним учился Том Вулф. В 1953 Мадд получил степень магистра искусств в Университете Северной Каролины в Чапел-Хилл. Мадд состоит в международном студенческом братстве Delta Tau Delta.

## Карьера
Журналистская карьера Роджера Мадда началась в Ричмонде, штат Виргиния, где он работал репортёром газеты The Richmond News Leader и радиостанции WRNL. Первая публикация с упоминанием имени Мадда была напечатана 19 июня 1953 года. На WRNL Мадд читал полуденные новости. Позже он получил собственную ежедневную передачу, Virginia Headlines. Осенью 1954 года Мадд поступил в юридическую школу Ричмондского университета, но бросил учёбу после первого семестра.

### WTOP News
В конце 1950-х годов Мадд переезжает в Вашингтон, чтобы работать новостным репортёром на радиостанции WTOP], принадлежащей Post-Newsweek. Несмотря на местный характер радиостанции, в её эфире много времени уделялось общенациональным новостям. Мадд читал новости в утреннем выпуске в 6:00 и вёл блок местных новостей в телепрограмме Potomac Panorama.
В течение осени 1956 года Мадд впервые вёл вечерние новости WTOP, для которых сам готовил, а также комментировал прошедшие события в еженедельном итоговом выпуске. Летом 1957 года Мадд подготовил к эфиру получасовой документальный фильм, в котором доказывал необходимость строительства третьего аэропорта в зоне Вашингтон — Балтимор. В сентябре того же года Мадд впервые взяд интервью в прямом телевизионном эфире. Его гостьей была Дороти Каунтс, темнокожая девочка, испытывавшая притеснения на расовой почве в своей школе в городе Шарлотт, штат Северная Каролина, все остальные ученики которой были белыми. В марте 1959 года Роджер Мадд сменил Дона Ричардса в качестве ведущего вечерних 11-часовых новостей.

### CBS News
В том же здании, где располагалась радиостанция WTOP, находилась новостная служба CBS. Роджер Мадд быстро привлёк внимание национальной компании и вскоре переехал на новое место работы, 31 марта 1961 года получив место в штате вашингтонского бюро CBS News. Большую часть карьеры в CBS Мадд работал парламентским корреспондентом. Также он вёл субботний выпуск CBS Evening News, а также часто подменял в выходные Уолтера Кронкайта в ночных выпусках. Во время развития движения за гражданские права чернокожих в США Мадд вёл репортаж о Марше на Вашингтон.
Мадд также освещал множество политических кампаний, в том числе президентскую кампанию 1968 года сенатора Роберта Кеннеди и находился в гостинице «Амбассадор» в Лос-Анджелесе 5 июня 1968 года, когда на Кеннеди было совершено покушение.
В 1971 году Мадд выступил в качестве ведущего в полудокументальном фильме The Selling of the Pentagon. Его рассматривали в качестве кандидата на место Уолтера Кронкайта в качестве ведущего CBS Evening News.=, однако несмотря на поддержку непосредственного руководства, топ-менеджмент телекомпании отдал должность Дэну Разеру, после того как журналист, долгое время работавший репортёром в Белом доме и программе 60 минут пригрозил уволиться и перейти на работу в ABC News.

### Интервью Эдварда Кеннеди
Роджера Мадда часто вспоминают в связи с интервью, которое он взял у сенатора Эдварда Кеннеди 4 ноября 1979 года, за три дня до объявления им об участии в президентской гонке. Интервью вышло на CBS-TV в виде специального выпуска, озаглавленного Teddy. В дополнение к вопросам о дорожном происшествии с участием сенатор, в котором погибла пассажирка его автомобиля, Мадд спросил: «Сенатор, почему вы хотите быть президентом?». Заикающийся ответ Кеннеди описывают и как «непоследовательный и повторяющийся», и как «расплывчатый и неподготовленный», что вызвало серьёзные претензии к мотивации будущего кандидата в президенты. С этого момента началось резкое падение высочайшего рейтинга Кеннеди, в результате в праймериз Демократической партии с перевесом 50 % против 38 % победил Джимми Картер. Клан Кеннеди отказал в дальнейшем давать интервью Роджеру Мадду, однако его репутация как ведущего политического журналиста возросла.
Некоторые издания и журналисты используют термин «Roger Mudd moment», чтобы описать встречу кандидата в президенты с прессой, в результате которой они по из-за собственного промаха теряют политический капитал.

### NBC News
После назначения в 1980 году Дэна Разера ведущим CBS Evening News, Мадд, которого прочили на эту должность, покинул компанию CBS и перешёл на работу в NBC News. Он занимал должность соведущего NBC Nightly News с апреля 1982 по сентябрь 1983, после чего единственным ведущим программы остался Том Брокау.
С 1984 по 1985 годы Мадд вместе с Марвином Калбом вёл передачу Meet the Press, а затем вместе Конни Чанг представлял два тележурнала, American Almanac и 1986.

### PBS и The History Channel
С 1987 по 1992 год Мадд работал в качестве эссеиста и политического корреспондента в передаче MacNeil-Lehrer Newshour на PBS. С 1992 по 1996 он занимал должность внештатного профессора в Принстонском университете и Университете Вашингтона и Лиfrom 1992 to 1996. Также в течение 10 лет он был основным ведущим History Channel. В 2004 году Мадд ушел с постоянной работы ведущего, но продолжает принимать участие в работах над документальными фильмами для History Channel.

## Мемуары
24 марта 2008 году Роджер Мадд опубликовал мемуары — The Place to Be: Washington, CBS, and the Glory Days of Television News.

## Личная жизнь
Мадд был женат на И. Дж. Спирс из Ричмонда, штат Виргиния, которая умерла в 2011 году. В браке родилось три сына: Дэниэл Мадд, глава Fortress Investment Group и бывший глава Fannie Mae; Джонатан Мадд, певец и композитор; Мэтью Мадд — и дочь Мария Мадд (в замужестве Рут), писатель..